# Legio VI Parthica
Legio VI Parthica (VI Парф'янський легіон) — римський легіон часів пізньої імперії.

## Історія
Сформовано у 300 році (разом з Legio IV Parthica та Legio V Parthica) імператором Діоклетіаном для зміцнення східного кордону імперії. Назва — Парф'янський — свідчить про подовження римської традиції називати Східне царство Парфією, незважаючи на те, що там вже постала Персія династії Сасанідів.
Із самого початку військовим табором розташувався у м. Цефа (сучасне м. Хасанкейф, Туреччина). Виконував завдання із захисту важливої провінції Осроена як лімітанеї (прикордонні війська).
За імператорів Костянтина I та Констанція II як легіон псевдокомітатів (польової піхоти) забезпечував охорону тилів римської армії. Під час вторгнення персів на чолі із Шапуром II у 357–359 роках зумів відстояти Цефу, чим затримав просування ворога углиб Малої Азії.
У 363 році відзначився у Перській кампанії імператора Юліана. Того ж року брав участь в обранні імператором Йовіана. Втім залишився в своєму таборі у Цефі. У 365–366 роках частина легіону брала у боротьбі на боці імператора Валента проти узурпатора Прокопія.
Відповідно до Переліку почесних посад (Notitia Dignitatum) легіон перебував у Цефі на початку V ст., зберігаючи статус псевдокомітатського та підпорядковуючись magister militum per Orientem (військовому командувачу Сходу).